# Brimfield, Massachusetts
Brimfield, kommun (town) i Hampden County i delstaten Massachusetts, USA med cirka 3 339 invånare (2000). Den har enligt United States Census Bureau en area på 91,2 km².